# Apostolos Christou
Apostolos Christou (griechisch Απόστολος Χρήστου, * 1. November 1996 in Athen) ist ein griechischer Schwimmer, der mehrfach an Olympischen Sommerspielen teilnahm und auf Rückenschwimmen und Freistil spezialisiert ist.

## Leben und Karriere
Christou begann mit 7 Jahren zu schwimmen, interessierte sich nach eigenen Angaben aber erst später für Schwimmen als Leistungssport.
2013 gewann er bei den Junioren-Weltmeisterschaften in Dubai Gold über 100 Meter Rücken.
2016 nahm Christou erstmals an Olympischen Sommerspielen teil. Er kam mit 54,12 Sekunden in 100 Meter Rücken auf Platz 18 und mit 1:59,78 Minuten auf Platz 24 im Wettkampf über 200 Meter Rücken. Außerdem nahm er in Rio auch an der 4-mal-100-Meter-Lagenstaffel teil, bei der das griechische Team Platz 15 erreichte. Den 10. Platz konnte er zusammen mit seinen Teamkollegen beim Wettbewerb der 4-mal-100-Meter-Freistilstaffel gewinnen.
Fünf Medaillen erhielt er bei den Mittelmeerspielen 2018 in Terragona: Gold in 100 Meter Rücken und in der 4-mal-100-Meter-Lagenstaffel, Silber in der 4-mal-100-Meter-Freistilstaffel sowie Bronze in 200 Meter und 50 Meter Rücken.
Bei den Olympischen Sommerspielen 2020, die wegen der Covid-19-Pandemie erst 2021 stattfanden, trat Christou beim Wettbewerb über 100 Meter Rücken an und wurde mit 53,41 Sekunden Elfter. Vorher hatte er in Budapest bei den Europameisterschaften mit 52,97 Sekunden die Bronzemedaille gewonnen.
2022 wurde er mit 53,60 Sekunden über 100 Meter Rücken griechischer Meister.
Bei den Schwimmweltmeisterschaften 2022 stellte er mit 52,09 Sekunden einen neuen griechischen Rekord über 100 Meter Rücken im Halbfinale auf. Er erreichte dann über 50 und über 100 Meter jeweils den 5. Platz. Im selben Jahr konnte er bei den Europameisterschaften über 50 Meter Rücken die Goldmedaille gewinnen und die Silbermedaille über 100 Meter.
2024 gewann Christou bei den Schwimmweltmeisterschaften in Doha im Wettbewerb über 100 Meter Rücken die Bronzemedaille, als er mit 53,56 Sekunden den Wettbewerb beendete. Mit der griechischen 4-mal-100-Meter-Staffel erreichte er mit 3:13,67 Minuten Platz 6. Im Mai desselben Jahres brach er den griechischen Rekord über 200 Meter Rücken mit der neuen Bestzeit 1:56,34 Minuten bei den griechischen Schwimmmeisterschaften und gewann Gold. Im Juni 2024 nahm Christou mit großem Erfolg an den Schwimmeuropameisterschaften teil und gewann Gold über 50 Meter und über 100 Meter Rücken. Außerdem wurde er als Mitglied der griechischen 4-mal-100 Meter-Freistilstaffel Dritter.
Schon früh qualifizierte Christou sich für die Teilnahme an den Olympischen Sommerspielen 2024 in Paris, als er mit 53,22 Sekunden auf 100 Meter Rücken beim internationalen Schwimmmeeting Akropolis schneller als die vom Weltschwimmverband World Aquatics festgesetzten Mindestzeit von 53,74 Sekunden schwamm.
Bei den Olympischen Sommerspielen wurde er mit 52,41 s mit nur 0,02 s Abstand zu dem Bronzemedaillengewinner Ryan Murphy Vierter auf 100 Meter Rücken und gewann mit 1:54,82 Minuten die Silbermedaille über 200 Meter Rücken. Christou nachm 2025 an den Schwimmweltmeisterschaften in Singapur teil und kam mit 52,62 Sekunden über 100 Meter Rücken auf den achten Platz.
Trainiert wird Christou von Panagiotis Veletzas.